# Condado de Culpeper
O Condado de Culpeper é um dos 95 condados do estado americano de Virgínia. A sede do condado é Culpeper, e sua maior cidade é Culpeper. O condado possui uma área de 990 km² (dos quais 3 km² estão cobertos por água), uma população de 34 262 habitantes, e uma densidade populacional de 35 hab/km² (segundo o censo nacional de 2000). O condado foi fundado em 1749.